# Boycott des tramways tunisois

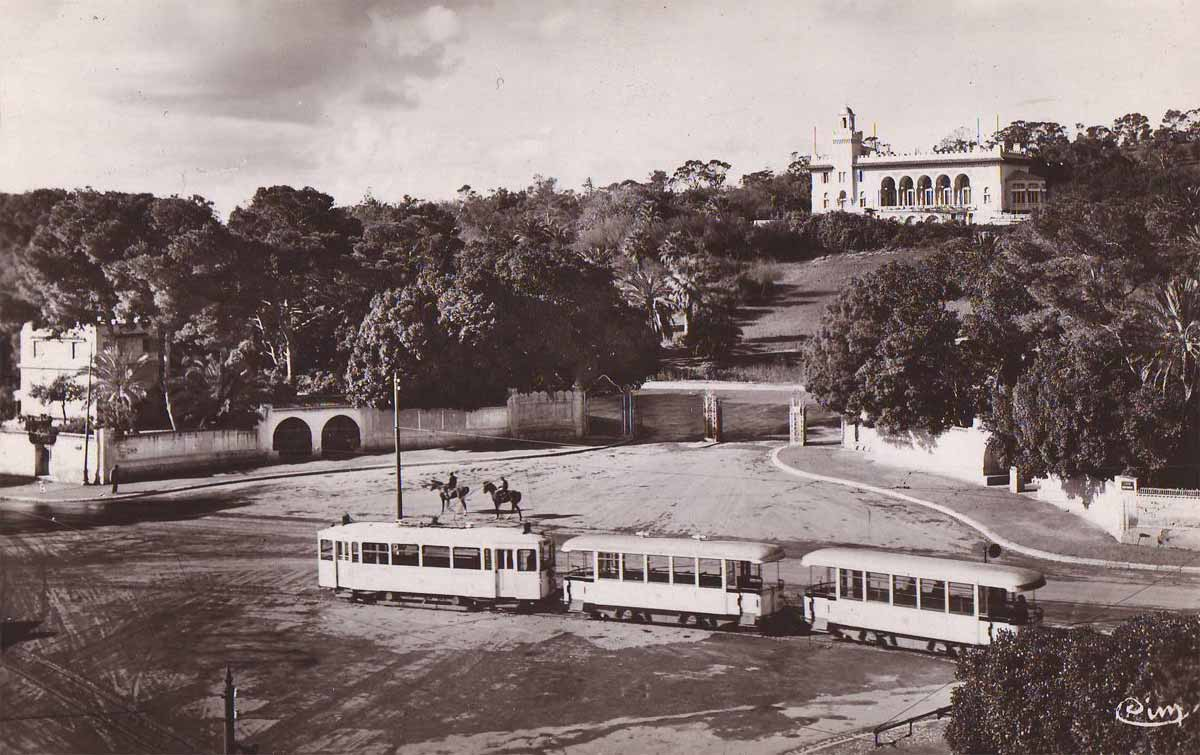
Tramway tunisois au début du XXe siècle.

Le boycott des tramways tunisois est un événement socio-politique ayant débuté le 9 février 1912 à Tunis (Tunisie). Il est considéré comme une suite de l'affaire du Djellaz dans un contexte marqué par la tension ressentie par les Tunisiens à l'égard des Italiens vivant dans le pays.
À l'origine du boycott se trouve le décès d'un enfant tunisien âgé de huit ans percuté accidentellement à proximité de Bab Saadoun par un tramway conduit par un Italien. En réaction, les Tunisois décident de boycotter les tramways et tous les commerces italiens, alors qu'une plainte collective est portée contre la société française qui gère le tramway, la Compagnie des tramways de Tunis, lui réclamant des dommages-intérêts, le licenciement de tous les salariés italiens et leur remplacement par des Tunisiens ainsi que l'arrêt de la politique de discrimination contre la population indigène.
La poursuite du boycott finit par entraîner des pertes financières pour la société du tramway. Un comité spécial dont Ali Bach Hamba fait partie est créé pour suivre l'affaire et jouer le rôle d'intermédiaire entre la société et la population. Les autorités coloniales interviennent dans les négociations, le 10 mars, en faveur de la société du tramway pour conserver ses intérêts en indiquant qu'au-delà de 48 heures la problématique sortait de son cadre économique pour revêtir un caractère politique et revendicatif.
Mais les déclarations de l'administration coloniale française attisent rapidement la colère des Tunisois et les poussent à poursuivre le boycott. À travers des rapports d'archives, les autorités françaises soulignent le tournant politique que prend le boycott. Bach Hamba aurait refusé les clauses de l'accord initial négocié entre le comité et la société en jugeant que les termes de l'accord étaient insuffisants et ne garantissaient pas les droits de la population indigène (principalement l'équité en termes de revenu avec les employés européens). Le résident général aurait accusé un débordement de la situation si des revendications politiques (droit de vote des Tunisiens aux assemblées consultatives et meilleure représentativité au sein de ces assemblées) seraient formulées.
Une campagne de répression s'ensuit au bout de laquelle de nombreuses figures du mouvement des Jeunes Tunisiens sont arrêtées pour incitation au trouble de l'ordre public. La plupart sont alors condamnés à l'exil.